# Класификация на минералите
Класификацията на минералите представлява систематизирането им и разпределянето им по групи, базирани на общи свойства, състав и структура, с цел по-лесното им откриване, ползване и изучаване. В света съществуват различни видове и типове класификации на минералите. Тук е разгледана тази, която е въведена от академик Иван Костов и е приета да се ползва в България. Основната класификационна единица е минералният вид, а най-общата група – минералният клас (по анионната част на формулата). Следва подразделяне на геохимични асоциации по катионната част на формулата и накрая структурно подреждане по параметрите на кристалната решетка. В зависимост от химичния състав, морфологичните особености, структурата и физичните характеристики, един минерал може да има различни разновидности. Сходните по структура и химичен състав минерали са обединени в групи.

## История
Съществуват различни подходи при класификацията на минералите. Такава систематика е правена още от антични времена от Теофраст и Плиний Стари. Първата, писмено регистрирана класификация на минералите е направена от Теофраст и по-късно през Средновековието прилагана и доразвита от Георг Агрикола и др. През тези времена класифицирането е правено въз основа главно на практическата значимост на минералите – били разделяни на метали, камъни, соли и земи. Систематика на минералите на база химичния им състав е направена за първи път през 18 – 19 век и е свързана с европейските учени Берцелиус, Кристиан Гмелин, Карл Фридрих Науман, Василий Севергин и Г. Розе, а в САЩ – с Джеймс Дуайт Дейна. Основна единица при тях е химичният клас. Шведският химик Аксел Фридрих Кронщед през 1758 г. предлага една от първите логични химични класификации на минералите.
След постиженията с разкриване на кристалната структура се появяват класификации на кристалохимична основа. Класовете се разделят въз основа на химичния състав, а подкласовете на база структура, която рефлектира върху началото на техните наименования – верижни (ино-), координационни (незо-), островни (орто-), пръстеновидни (цикло-), скелетни (текто-) и слоести (фило-). Такива са систематиките на Х. Щрунц, О.С. Поваренних и А.А. Годовиков. Класификациите на минералите в края на 19 и началото на 20 век са главно от четири типа – генетични, геохимични, кристалоструктурни и кристалохимични.
При генетичните класификации се набляга на минералообразуващите процеси, а главният недостатък при тях е, че един и същи минерал може да има различен произход и трябва да се споменава и разглежда в няколко поделения. Такъв модел създава акад. Владимир Вернадски, при който видовете минерали се делят на магматогенни, супергенни, седиментогенни и метаморфогенни. Тази класификация, в основата на която е залегнал произходът на минералите, е в разрез с едно от най-важните им качества – химичния състав. Генетична класификация през 1940 г. създава и А.С. Уклонски. Тя съдържа 47 групи, започва с кислородосъдържащите минерали и завършва с групата на радиоактивните елементи. Подобна систематика прави и Ф. Махачки през 1953 г.
Кристалохимичните класификации в наше време са най-широко използваните. При тях се взима под внимание както химичният състав, така и кристалната структура на минералите. Те са и най-логични, тъй като между химичния състав и атомната структура съществува функционална зависимост и те заедно обуславят основните физични свойства на минералите. При тях обаче често се получава формални кристалоструктурни съпоставяния и включване в една и съща група на минерали с различен произход, а понякога – и с различни свойства. Пример за такава класификация е тази на О.С. Поваренних от 1966 г. Той разделя минералите на 14 класа, като във всеки клас следва подразделяне на 6 подкласа в зависимост от геометрията на структурата им.
Систематиката на проф. Хуго Щрунц е по-близо до химическия състав на минералите, с опит да се вмъкнат и чисто кристалохимични елементи. Обхваща 9 класа плюс един допълнителен за органичните минерали, като във всеки от тях минералите се делят по увеличаващия се йонен радиус. Последната преработка на тази класификация е направена от Ърнест Никел и е позната като класификация на Никел-Щрунц.

## Класификация на Никел-Щрунц
Класификацията групира минералите в 10 класа, всеки от тях разделен на семейства и групи въз основа на химичния състав и кристалната им структура:
1. Елементи
2. Сулфиди
3. Халогениди
4. Оксиди
5. Нитрати и карбонати
6. Борати
7. Сулфати
8. Фосфати
9. Силикати
10. Органични минерали

## Класификация на академик Иван Костов
В България е възприета класификацията на акад. Иван Костов, създадена през 50-те г. и доразвита през следващите десетилетия. Тя е от типа геохимично-кристалохимична система и отразява едновременно произхода, структурата, състава и взаимоотношенията между минералите. В нея се разделят минерални класове по аниони и геохимични асоциации по катиони. Минералите са преобладаващо неорганични йонни съединения и затова от сериозно значение са както наличието на аниони, така и на катиони. Основните поделения (класовете) са съставени въз основа на анионите, както е и при останалите кристалохимични класификации. Следващите по важност са катионите (металите). В състава на минералите влизат главно около 45 метала. Десет от тях се срещат в повече от 100 минерала – калций, желязо, алуминий, магнезий, натрий, мед, олово, манган, арсен и калий. Други 10 се намират в 50 до 100 минерала – уран, титан, антимон, бор, волфрам, цинк, сребро, церий, никел и ниобий. Около 20 други се срещат в 50 до 10 минерала и останалите – в по-малко от 10 минерала. Като се има предвид съотношенията между минералите и възможността за изоморфни замествания на химичните елементи в тях, главните асоциации на база катиони са следните:
Сулфофилни
- Ag-Au-Hg (сребро-злато-живак)
- Zn-Cu-Pb (цинк-мед-олово)
- Mo-W-Sn (молибден-волфрам-калай)
- Ni-Co-Fe (никел-кобалт-желязо)
- Pt-Pd-Ru (платина-паладий-рутений)

Оксифилни
- Na-Ca-Ba(K) (натрий-калций-барий (калий))
- Ti-Nb(Ta)-Zr (титан-ниобий (тантал) – цирконий)
- Fe-Mn-V(Cr) (желязо-манган-ванадий (хром))
- Be-Al-Mg(Fe) (берилий-алуминий-магнезий (желязо))

По-нататък, съобразно с анизометричността на кристалната структура на минералите, следва отделяне по структурни типове – аксиални, планарни и изометрични (както и псевдоизометрични). Минералните видове обикновено са добре обособени и със сравнително постоянен химичен състав.
Съществуват обаче и минерали с променлив химичен състав, при които понятието за вид се тълкува по различен начин. Когато минералът е двукомпонентен от типа А-В и между А и В съществува съвършена изоморфна смесимост, като минерален вид се приема междинният член (А, В), а отделните компоненти А и В се разглеждат като подвидове. Ако при тези компоненти изоморфни смеси са възможни само при висока температура, а при ниска се наблюдава отсмесване, при класификацията се имат предвид и трите възможни вида – (А, В), А и В.
Класификацията на минералите на акад. Иван Костов следва веригата „клас → асоциация → структурен тип → минерална група → минерален вид“:

## Клас 1 – Елементи[1]
Към този клас спадат всички самородни химични елементи, които понякога се срещат в чист вид в природата. Разпределението на елементите в земната кора зависи много от сродството помежду им и особено от сродството им към сярата и кислорода. Съобразно с това, отчитайки и електронния им строеж, елементите се разделят по следния начин:
- Сидерофилни – имат слабо сродство към сярата и кислорода, което обяснява факта, че се срещат сравнително често в самородно състояние. Типични представители на този вид са металите от платиновата и желязната група, златото и отчасти калаят, молибденът и реният.
- Халкофилни – характеризират се със силно сродство към сярата. Това сериозно ограничава възможността тези елементи да бъдат намерени в самородно състояние. Въпреки това могат да се срещнат самородни мед, сребро, цинк и живак.
- Литофилни – характерно за тях е силното сродство към кислорода, каквото имат повечето химични елементи. Не се срещат в самородно състояние. Освен това част от тях са нестабилни, тъй като са повече или по-малко радиоактивни.
- Атмофилни – Тези елементи често се срещат в самородно състояние. Към групата спадат всички благородни газове. Йодът и живакът могат да имат и атмофилни отнасяния, като се концентрират в значителни количества в атмосферата под формата на пари.

Към класа на самородните елементи се отнасят още някои карбиди, нитриди, силициди и фосфиди, които се намират почти изключително в железните метеорити.
Клас 1 се разделя на три основни групи:

### 1. Метали
- Платинова група
- Никел-желязна група
- Цинкова група
- Група на златото
- Живачна група

### 2. Полуметали и неметали
- Бисмутова група
- Телурова група
- Група на сярата
- Група на въглерода

### 3. Карбиди, нитриди, фосфиди и силициди
Тук са включени 17 минерала, които са срещани само в метеоритите, без да са обособени в отделни групи. Това са барингерит, гупейит, карлсбергит, кохенит, моасанит, осборнит, периит, роалдит, сидеразот, синоит, тонгбаит, фердисилицит, ферсилицит, хаксонит, хамрабаевит, цзифенгит и шрайберзит (рабдит).

## Клас 2 – Сулфиди и сродни съединения[1]
Този клас включва около 500 минерала, изградени от съединения на метали със сяра или селен, телур, арсен и по-рядко с антимон и бисмут. Сярата обикновено е в много по-големи количества от останалите неметали и полуметали. В състава на минералите тя се среща или като сулфатния радикал (SO4), или като аниони в състава на сулфидните минерали. Това зависи от степента на окисление при различните минерали, като условията при които се извършва обуславят образуването на сулфатни минерали, а редукционните условия – на сулфидните.
Групата на оксисулфидите не е разделена на подгрупи. Към нея спадат аксиалните ердит и койотеит и планарните валериит, точилинит, хаапалит, и шьолхорнит. Освен тях тук се включват герстлиит, керамзит и сарабауит.
Групата молибден-волфрам-калай (Mo-W-Sn) също не е разделена на подгрупи. Към нея спадат аксиалните отеманит и патронит, планарните берндтит, дрисдалит, кайстенгит, молибденит, мохит, тилит и херценбергит и изометричният стистаит.
| Асоциация                                  | Аксиални групи                                            | Планарни групи                              | Изометрични/Псевдоизометрични групи |
| 1. Метални                                 | 1. Метални                                                | 1. Метални                                  | 1. Метални |
| ------------------------------------------ | --------------------------------------------------------- | ------------------------------------------- | --- |
| Pt-Pd платина паладий                      | Омеиитова                                                 | Стибиопаладинитова                          | Ирарситова Кейтконит-майченеритова Куперит-котулскитова Паладоарсенит-съдбириитова Сперилит-лауритова                                    |
| Ni-Co-Fe никел кобалт желязо               | Милеритова                                                | Мелонитова Мсиноуит-валериитова Паркеритова | Арсенопиритова Кобалтинова Линеитова Льолингитова Никелин-пиротинова Орселит-хийзълвудитова Пенталдитова Пирит-марказитова Скутерудитова |
| Tl-K-Mn талий калий манган                 | Рагинитова                                                | Карлинитова                                 | Алабандинова |
| Mo-W-Sn молибден волфрам калай             |                                                           |                                             | |
| Zn-Cu-Pb цинк мед олово                    | Бетехтенитова                                             | Ковелинова                                  | Борнит-халкопиритова Галенитова Домейкитова Енаргитова Сфалерит-вюртцитова Тетраедрит-тенантитова Халкоцитова                            |
| Ag-Au-Hg сребро злато живак                | Балканитова                                               | Кренеритова                                 | Аргентит-щромаеритова Дискразитова Цинабаритова                                                                                          |
| 2. Сулфосоли                               |                                                           |                                             | |
| Cu-Pb-(Fe,Sn) мед олово (желязо калай)     | Аикинитова Буланжеритова Галенобисмутитова Халкостибитова | Йорданитова Цилиндритова                    | Бурнонит-витихенитова Плагионитова |
| Ag-(Pt,Tl)-Hg сребро (платина талий) живак | Ливингстонитова Павонит-рамдоритова                       | Лорандитова Пиростилпнитова                 | Валиситова Матилдит-фрайеслебенитова Пираргирит-полибазитова                                                                             |
| 3. Полуметални                             |                                                           |                                             | |
|                                            | Бисмутинит-стибнитова                                     | Аурипигментова Тетрадимитова                | Диморфитова |
| 4. Оксисулфиди                             |                                                           |                                             | |

## Клас 3 – Оксиди и хидроксиди[1]
Минералите, включени в този клас представляват съединения на кислорода и хидроксилната група с метали и по-рядко с полуметали и неметали. Те съставят около 5% от масата на литосферата. В този процент не се включва свободният SiO2, представен от кварца и неговите разновидности, които спадат към силикатните минерали.

### 1. Метални оксиди и хидроксиди
1.1. Be-Al-Mg асоциация (берилий-алуминий-магнезий)
- Корундова група
- Периклаз-бруситова група
- Хризоберилова група
- Хьогбомитова група
- Шпинелова група

1.2. Fe-Mn-V асоциация (желязо-манган-ванадий)
- Биксбиит-манганитова група
- Браунит-хаусманитова група
- Магнетит-хромитова група
- Монтрозеитова група
- Пиролузит-холандитова група
- Хематитова група

1.3. Ti-Nb-Zr асоциация (титан-ниобий-цирконий)
- Алумотантитова група
- Евксенитова група
- Илменитова група
- Колумбит-танталитова група
- Перовскитова група
- Пирохлорова група
- Рутилова група
- Фергусонитова група
- Шьонфлиситова група

1.4. Zn-Cu-Pb(U) асоциация (цинк-мед-олово (уран))
- Кюрит-бекерелитова група
- Платнеритова група
- Уранинит-скупитова група
- Цинкит-теноритова група

### 2. Полуметални и неметални оксиди
- Бистрьомит-шафарзикитова група
- Сенармонтитова група
- Стибиконитова група
- Телуритова група

## Клас 4 – Халогениди[1]
Този клас включва около 100 минерала, представляващи соли на халоидните киселини с алкални или алкалоземни метали като мед, сребро, олово, живак и др. Най-често представени при минералите са хлоридите на натрия, калия, магнезия и оловото, както и флуоридите на калций, натрий и алуминий. Останалите се срещат много по-рядко в техния състав и в доста по-малки количества. Класът на халогенидите съдържа следните минерални групи:

### 1. Флуориди
- Авогадрит-хиератитова
- Криолитова група
- Прозопитова група
- Флуоритова група

### 2. Хлориди, бромиди и йодиди
2.1. Al-Mg-Fe асоциация (алуминий-магнезий-желязо)
- Бишофитова група
- Лоуренситова група

2.2. Na-Ca-K асоциация (натрий-калций-калий)
- Еритросидеритова група
- Карналитова група
- Халитова група

2.3. Cu-Ag-Pb-Hg асоциация (мед-сребро-живак)
- Атакамитова грпа
- Болеитова група
- Котунит-матлокитова група
- Нантокит-хлораргиритова група

## Клас 5 – Силикати[1]
Силикатните минерали наброяват повече от 500 вида и изграждат около 90% от земната кора. Основният елемент в техния състав е силицият. Той формира 28% от масата и около 1% от обема на магмените скали в литосферата. Силицият е на шесто място по разпространение между химичните елементи и влиза в състава на много минерали. Основен елемент в структурата на силикатните минерали е групата SO4
Като се има предвид химичния състав на силикатите, който често е доста усложнен, най-важно за тяхната класификация е отношението Z:M, където Z е броят на силициевите атоми, или сумата от силициеви и алуминиеви атоми. М представлява броя на всички останали катиони, редуцирани до двувалентна форма.

### 1. Силикати със (Si,Al):М2+от 4:1 до 3:1
1.1. Свободен SiO2 и безалуминиеви силикати
- Група на кварца
- Магадиитова група

1.2. Алуминосиликати
- Фелдшпатова група
- Скаполитова група
- Нефелинова група
- Канкринитова група
- Петалитова група
- Левцитова група
- Содалитова група

1.3. Зеолити
| Асоциация           | Аксиални групи                                        | Планарни групи     | Изометрични/Псевдоизометрични групи                  |
| ------------------- | ----------------------------------------------------- | ------------------ | ---------------------------------------------------- |
| Na-Ca натрий калций | Ломонтитова група Морденитова група Натролитова група | Стилбитова група   | Аналцимова група Жисмондинова група Хабазитова група |
| K-Ba калий барий    | Едингтонит Мацитова група                             | Брюстеритова група | Амицитова група Флипситова група                     |

### 2. Силикати със (Si,Al):М2+от 3:1 до 1:1
| Асоциация                                       | Аксиални групи                                                                                          | Планарни групи | Изометрични/Псевдоизометрични групи                  |
| ----------------------------------------------- | --- | --- | ---------------------------------------------------- |
| Be-Al-Mg(Fe) берилий алуминий магнезий (желязо) | Амфиболова група Бавенитова група Палигорскит-сепиолитова група Пироксенова група Хауиит-диритова група | Антигорит-талкова група Група на слюдите Група на хидрослюдите (илити) Група на крехките слюди Евдидимитова група Каолинит-пирофилитова група Смектитова група Хлоритова група | Берилова група Осумилитова група                     |
| Zr-Ti-Nb цирконий титан ниобий                  | Костилевитова група Нептунит-нарсарсукитова група                                                       | Астрофилитова група Баотит-джоакинитова група | Бентоит-катаплеитова група Дейлиит-евдиалитова група |
| Ca-Mn-Ba калций манган барий                    | Воластонит-родонитова група Пектолитова група                                                           | Апофилитова група Натросилитова група Пиросмалитова група Рейерит-тоберморитова група Санборнит-гилеспитова група                                                              | Ертиксиитова група                                   |
| Zn-Cu-Pb(U) цинк мед олово (уран)               | Аламозитова група Литидионитва група                                                                    | Киноитова група Маргаросанитова група Уикситова група Цинксилитова група | Диоптазова група Еканитова група                     |

### 3. Силикати със (Si,Al):М2+по-малко от 1:1
| Асоциация                          | Аксиални групи                                                      | Планарни групи                                                                    | Изометрични/Псевдоизометрични групи |
| ---------------------------------- | ------------------------------------------------------------------- | --------------------------------------------------------------------------------- | --- |
| Be-Al-Mg берилий алуминий магнезий | Андалузит-топазова група Епидот-пумпелиитова група Фенакитова група | Либеритова група Пренитова група                                                  | Гранатова група Гугиаит-мелифанитова група Мелилитова група Монтичелитова група Оливинова група Хелвинова група Хумитова група Чкаловит-гадолинитова група |
| Zr-Ti-Nb цирконий титан ниобий     | Вьолеритова група Енигматитова група Келдишитова група              | Батист-бафертиситова група Мурманитова група                                      | Титанитова група Цирконова група Щербаковитова група |
| Ca-Mn-Ba калций манган барий       | Гейджеитова група Спърит-куспидинова група Тортвеититова група      | Тефроит-левкофьоницитова група Церит-иимориитова група Ясмундит-макфалитова група | |
| Zn-Cu-Pb(U) цинк мед олово (уран)  | Вилемит-хемиморфитова група Меланотекитова група                    | Барисилитова група Клиноедритова група Уранофанова група                          | |

### 4. Боросиликати
4.1. Аксиални
- Дюмортиеритова група
- Сирлеситова група
- Тарамелитова група
- Турмалинова група

4.2. Планарни
- Левкосфенитова група
- Хаулитова група

4.3. Псевдоизометрични/изометрични
- Аксинитова група
- Данбурит-датолитова група
- Стилуелитова група

### 5. Други силикати с допълнителни аниони
5.1. Силикати с полуметални (AsO3, AsO4 и др.) групи
- Арденитова група
- Диксенит-чапманитова група
- Уелшитова група

5.2. Силикати с РО4-аниони
Към тази подгрупа спадат планарните минерали борнеманит, вуонемит, йошимураит, клинофосенаит, лапландит, нагелшмидтит и фосинаит. Допълнително към нея са включени минералите ейлетерсит, карнасуртит, перхамит, саряркит и соболевит.
5.3. Силикати с SO4-аниони
Освен някои важни скалообразуващи минерали, включени към содалитовата група, в състава на тази подгрупа влизат минералите беартит, делхаелит, латиумит, маккуартит, рьоблингит, тосканит и шесексит. Към нея спадат и псевдоизометричните, преходни към аксиални минерали матхедлеит и флуорелестадит.
5.4. Силикати със СО3-аниони
Карбонатни аниони съществуват в състава на редица минерали, включени в предишните групи. Допълнителни представители са иимориит, кайнозит, кегелит, кейсичит, леперсонит, сурит и фукалит.

## Клас 6. Борати[1]
Борът е типичен литофилен и отчасти биофилен елемент, образуващ съединения с кислорода. В природата са познати около 120 бората, соли на борната киселина. В крайните стадии на магмена кристализация те се концентрират в различна степен и влизат състава на разнообразни минерали във вид на боросиликати, в които борът играе ролята на силиция. Борът не се фиксира в ранните стадии на кристализацията, тъй като борният йон има малки размери и съединенията му са силно летливи.
1. Be-Al-Mg асоциация (берилий-алуминий-магнезий)
- Борацитова група
- Котоит-съсекситова група
- Лудвигитова група
- Хамбергит-флуоборитова група

2. Ca-Na-Mg асоциация (калций-натрий-магнезий)
- Бораксова група
- Индерит-хидроборацитова група
- Колеманитова група
- Лардерелит-улекситова група
- Сулфоборитова група
- Хилгардитова група

## Клас 7. Фосфати, арсенати и ванадати[1]
Този клас обхваща около 560 минерала, които независимо от големия си брой играят незначителна роля в състава на земната кора. Единственото изключение е апатитът, който е най-разпространения фосфат и има важно значение от геохимична и особено от практическа гледна точка. Тези минерали представляват соли на фосфорната, арсеновата и ванадиевата киселини и са главно екзогенни образувания. Фосфорът и ванадият са типични за процеса на магмена кристализация, докато арсенът, свързан с геохимията на сулфидите, играе основна роля при хидротермалните процеси.
| Асоциация                                          | Аксиални групи                                                                          | Планарни групи | Изометрични/Псевдоизометрични групи                                                        |
| -------------------------------------------------- | --------------------------------------------------------------------------------------- | --- | ------------------------------------------------------------------------------------------ |
| 1. Be-Al(Fe)-Mg берилий алуминий (желязо) магнезий | Алтхаузитова Мораеситова Уейвелитова (вавелитова)                                       | Берилонитова Гордонитова Крандалитова Нюбериит-рьослеритова Сенегалит-алвенитова Струвит-хьорнеситова Уордит-фогитова                                   | Варисцитова Лазулит-чилдренитова Лакруитова Фармакосидерит-берцелиитова Хърлбътитова       |
| 2. Li-Fe-Mn литий желязо манган                    | Канкит-евеитова Литиофосфатна Рокбриджеит-щрунцитова Шубнелитова                        | Вивианит-лауеитова Дюфренитова Симплезит-арсеноклазитова                                                                                                | Амблигонит-трифилинова Редингит-алюодитова Ретциан-магнусонитова Хетерозит-триплитова      |
| 3. Na-Ca-Ba натрий калций барий                    | Пеникиситова Фармаколитова Хюетитова                                                    | Брушитова Фейрфилдитова Хайдингерит-розелитова | Апатитова Монацитова Олимпит-маричитова Уейкфилдит-роситова Черновит-вейлитова Яговеритова |
| 4. Zn-Cu-Pb(U) цинк мед олово (уран)               | Аустинит-конихалцитова Весиниеитова Либетенит-адамитова Миксит-карминитова Фуралумитова | Драгманитова Дюмонтитова Карнотитова Клиноклаз-луетеитова Коритнигит-еритринова Пухерит-блоситова Торбернит-цойнеритова Тюркизова Хопеитова Шултенитова | Деклуазитова Пироморфитова Псевдомалахит-корнвалитова Рузвелтитова Фолбортитова            |

### 5. Фосфати, арсенати и ванадати с допълнителни аниони
5.1. Със сулфатни аниони
- Аксиални – Единствен представител на групата е тристрамитът.
- Планарни – ардеалит, буковскиит, бьодантит, зикаит, кокониноит, коркит, линдакерит, орфеит, парноит, сасаит, сармиентит, сванбергит, халкофилит, хинсдалит, цзиангджиангит и шлосмахерит.
- Псевдоизометрични – арсенцумебит, аселборнит, диадохит, пейслеит, хотсонит и цумебит.

5.2. С други аниони
Минералите тук не са разделени по групи. Това са асбекасит, атаколит, бетпакдалит, бонщедтит, брадлейит, даганит, дациншанит, ембриит, каседанеит, ликасит, мендозавилит, молибдофорнасит, неленит, обрадовичит, парамендозавилит, сидоренкит, форнасит и хенюит.

## Клас 8. Волфрамати и молибдати[1]
Двата главни минерала в този клас са волфрамитът и шеелитът. Те са и най-важните суровини за получаване на волфрам. От тях и от молибденита се образуват волфрамати и молибдати на калция, медта и желязото, а по-рядко – и на други метали. Класът се разделя на следните групи:
- Волфрамитова група
- Вулфенитова група
- Шеелитова група

## Клас 9. Сулфати, селенати и телурати[1]
Към този клас спадат около 200 минерала, представляващи соли на сярната киселина и сравнително малко на брой селенати, селенити, телурати и телурити. Броят на селенитите и телуритите значително превишава този на съответните селенати и телурати. Съществен компонент на сулфатите е групата SO4. В състава на повечето от тези минерали влизат и молекули вода, а главните катиони са представени от желязо, калий, натрий, мед, магнезий, алуминий и калций.

### 1. Сулфати
1.1. Al-Mg-Na(K) асоциация (алуминий-магнезий-натрий (калий))
- Алунитова група
- Алуногенова група
- Група на стипците
- Кизерит-епсомитова група
- Лангбейнит-пикромеритова група
- Халотрихитова група

1.2. Fe-Mn-(Na,K) асоциация (желязо-манган-(натрий, калий))
- Бътлеритова група
- Коквимбитова група
- Копиапитова група
- Мелантеритова група
- Ярозитова група

1.3. Na(K)-Ca-Ba асоциация (натрий (калий)-калций-барий)
- Анхидрит-баритова група
- Глауберитова група
- Тенардит-мирабилитова група
- Сулфохалит-бъркеитова група

1.4. Zn-Cu-Pb(U) асоциация (цинк-мед-олово (уран))
- Англезит-линаритова група
- Госларит-цинкалуминитова група
- Крьонкитова група
- Уранопилитова група
- Халкантит-брошантитова група
- Халкоалумитова група

### 2. Селенити, телурити и телурати
- Емонситова група
- Тейнеитова група
- Фейрбанкитова група
- Халкоменитова група

## Клас 10. Хромати[1]
В земната кора хромът се среща като тривалентния йон Cr3+ или като шествалентния Cr6+. В силно окислителна среда влиза в състава на групата (CrO4)2—. Присъствието на хром във фемичните минерали (пироксени, амфиболи, слюди и др.) и отсъствието му при фелдшпатите се обяснява с факта, че размерите на неговите тривалентни йони са сравнително еднакви с тези на желязото и алуминия, поради което между тези елементи е възможен изоморфизъм при определени условия. Значителна част от хрома е съсредоточен в шпинелите, които се отделят в най-ранния етап на кристализация на магмата. При екзогенни условия хромът се концентрира предимно в бокситите и почвите.
Според норвежкия геолог Виктор Голдшмит средното съдържание на хром в скалите е 3400 g/t за перидотитите, 340 g/t за габрото, 68 g/t за диоритите, 2 g/t за гранитите и 0,7 g/t за нефелиновите сиенити.
Минералите в този клас не са разделени на групи. Към него спадат белит, ватерсит, вокелинит, ембриит, иранит, каседанеит, крокоит, лопецит, сантанаит, тарапакаит, феникохроит, форнасит, хемихедрит и хроматит.

## Клас 11. Карбонати[1]
В природата са познати около 80 минерала, неорганични съединения на въглерода. Те представляват соли на въглеродната киселина с литофилни и халкофилни елементи. По-рядко се срещат карбонати, съдържащи уран. Въглеродът се концентрира в значителни количества в метеоритите и магмените скали, а с анионната група (СО3)2- влиза в състава на някои магмени минерали. Въглеродният диоксид се концентрира обикновено в късните етапи на магмена кристализация и играе важна роля при образуването на алкалните скали. Често се образуват карбонатити, които представляват почти чисти калциевокарбонатни скали. Значителна част от СО2 присъства в минералите под формата на карбонати. Клас 11 се разделя на следните асоциации и групи:
1. Al-Mg-Fe(Na) асоциация (алуминий-магнезий-желязо (натрий))
- Айтелитова група
- Магнезитова група
- Хидроталкитова група

2. Na(K)-Ca-Ba асоциация (натрий (калий)-калций-барий)
- Бастнезитова група
- Доломит-баритокалцитова група
- Калцит-арагонитова група
- Нахколит-термонатритова група
- Шортитова група

3. Zn-Cu-Pb(U) асоциация (цинк-мед-олово (уран))
- Бисмутитова група
- Малахитова група
- Ръдърфординова група
- Смитсонитова група
- Церуситова група

## Клас 12. Нитрати и йодати[1]
Нитратните и йодатни минерали попадат в един общ клас заради общия им генезис и природните им находища, които са тясно свързани. Освен това броят на тези минерали е доста малък. Два от нитратните минерали са преходни между нитрати и сулфати, а един от йодатните – преходен между йодати и хромати.

### Нитрати
Нитратите представляват соли на азотната киселина, често образувани при участие на азота от атмосферата. При вулканичните изригвания също се отделя азот и различни амониеви соли. Сидеразотът в някои лавови потоци се формира в резултат на реакция между атмосферния азот и горещата лава. NO3 се получава при разлагане и окисляване на органични вещества. Полученият азот съществува под формата на нитратен или нитритен йон или амониев хидрат. Добрата разтворимост на нитратите във вода обуславя липсата им в солните находища. В някои случаи обаче, при висока температура и ниска влажност нитратите се отлагат в богати находища. Такива има в пустинните области на Чили – Тарапака и Антофагаста и др.
Нитратните минерали не са разделени по групи. В състава им влизат следните минерали: амониева селитра (нитрамит), калиева селитра, натриева селитра (нитратин), бутгенбахит, герхардтит, дарапскит, ликасит, мбобомкулит, нитробарит, нитрокалцит, нитромагнезит, свеит и хъмберстонит.

### Йодати
Йодатите също не са разделени по групи поради малкия им брой. Това са минералите белинджерит, брюгенит, дитцеит, зеелигерит, лаутарит, сейлсит, хекторфлоресит и шварцембергит.

## Клас 13. Органични минерали[1]
Минералите от този клас са свързани обикновено с въглищни и нефтени находища, или се появяват като биопродукти. Разделени са в следните групи:
- Мелит-кладноитова група
- Увелит-уеделитова група
- Хартит-евенкитова група